# Gran Enciclopedia Planeta
La Gran enciclopedia Planeta es una enciclopedia alfabética con más de 900 artículos temáticos y 145.000 entradas, algunas con ilustraciones.
La colección se compone de 20 volúmenes impresos, 1 DVD-ROM y 1 página web que se actualiza mensualmente.
Representa el último gran proyecto enciclopédico privado desarrollado en Europa. Apareció en el año 2004 y continúa actualizándose.